# Rothalsiger Blütenwalzenkäfer

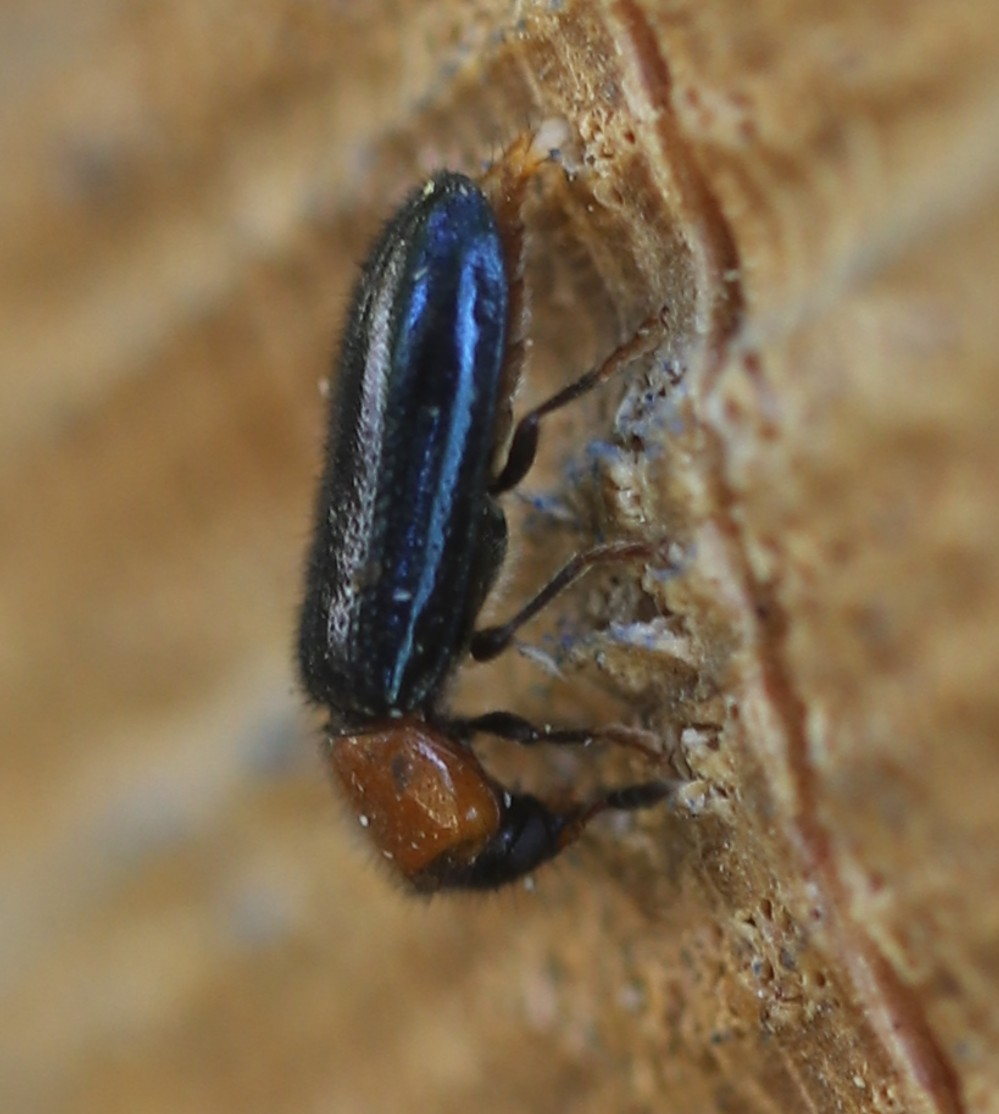
Seitenansicht

Der Rothalsige Blütenwalzenkäfer (Dermestoides sanguinicollis) ist ein Käfer aus der Familie der Buntkäfer (Cleridae). Der deutsche Trivialname ist etwas irreführend, da die Käfer keinen besonderen Bezug zu Blüten haben. Das lateinische Art-Epitheton sanguinicollis bedeutet in etwa „mit blutbeflecktem Kragen“. Die Art ist ein Urwaldrelikt und gilt in Deutschland als vom Aussterben bedroht (Rote Liste Kategorie 1).

## Merkmale
Die länglichen Käfer sind 7–10 mm lang. Der Kopf ist schwarz, der Halsschild ist hellbraun-gelblich gefärbt. Die länglichen Elytren sind blauschimmernd mit Einstichen. Der Hinterleib ist orange gefärbt. Die Käfer weisen eine deutliche Behaarung auf. Die dreigliedrige Fühlerkeule ist schwarz, die restlichen Fühlerglieder sind hellbraun-gelblich. Femora und Tibien sind schwarz. Die Tarsen sind hellbraun-gelblich.

## Verbreitung
In Europa gibt es Nachweise der Art aus ganz Frankreich, aus Mitteleuropa sowie im Osten bis in den Südosten der Ukraine. In Mitteleuropa kommt der Rothalsige Blütenwalzenkäfer jedoch nur noch an wenigen Stellen lokal vor. In Deutschland sind das im Wesentlichen Vorkommen im Oberrheingraben (zwischen Rastatt und Frankfurt), im Solling südlich von Hannover sowie an verschiedenen Stellen in Ostdeutschland (im östlichen Brandenburg, im Raum Dessau in Sachsen-Anhalt und im westlichen Sachsen), in Hessen und in Bayern.

## Lebensweise
Die seltene Art kommt in alten Eichenbeständen vor. Die Käfer werden gewöhnlich in der Zeit von   Mitte April bis Mitte Juli beobachtet. Dermestoides sanguinicollis hat offenbar eine enge Beziehung zu Alteichen mit Besiedlung des Großen Eichenbocks (Cerambyx cerdo), eine weitere Urwaldreliktart. Beide Arten sind an warme Standorte mit locker strukturierten Alteichen gebunden. Diese Abhängigkeit ist jedoch nicht zwingend. Die Käfer trifft man gewöhnlich an rindenlosen Stellen abgestorbener Eichenstämme oder an Eichen-Holzstapeln an. Die Art gilt als stenotop, corticol (rindenbewohnend) und entomophag (räuberisch von anderen Insekten lebend). Die Käferlarven ernähren sich von denen anderer Käferarten, insbesondere von Lymexylon navale-Larven.

## Taxonomie
In älterer Fachliteratur findet sich die Art auch unter einem der folgenden Synonyme:
- Enoplium dulcis Ledoux, 1833
- Enoplium primus Klug, 1842
- Orthopleura sanguinicollis (Fabricius, 1787)
- Ptilinus cornigera Harrer, 1784
- Tillus weberi Fabricius, 1798